# François Barraud
François-Emile Barraud (14 de novembro 1899 – 11 de setembro 1934) foi um pintor suíço
Barraud foi o mais velho de quatro irmãos, todos eles pintores ou escultores. Em 1919, expôs as suas pinturas em La Chaux-de-Fonds e participou na Exposição Nacional de Belas Artes, de Basileia. Incentivado pelo sucesso da exposição, deixou a Suíça em 1922, e mudou-se para Reims, em França, casou-se em 1924, com Marie, uma mulher francesa. Apesar de viver fora de Paris, estudou pintura no Louvre.
François Barraud pintou principalmente naturezas-mortas, nus femininos, retratos, incluindo vários retratos duplos de si mesmo e sua esposa. O seu estilo preciso, realista da pintura desenvolvida sob a influência dos velhos mestres flamengos e franceses.
Barraud morreu de tuberculose em Genebra, em 1934, com a idade de 34 anos.

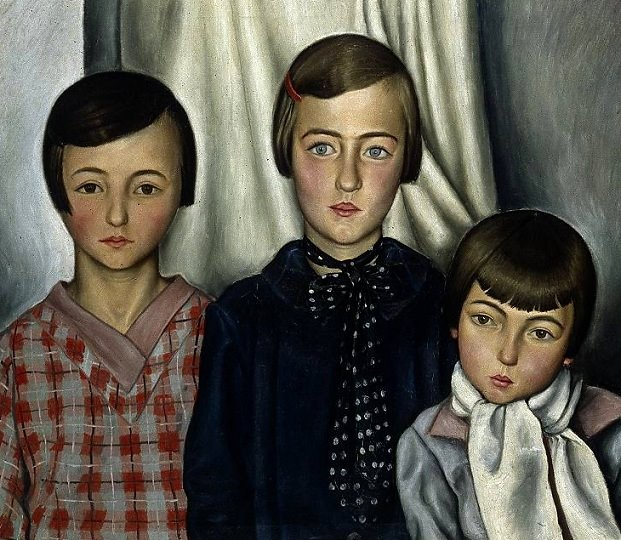
Les Trois Enfants" Oil on canvas, c. 1920s
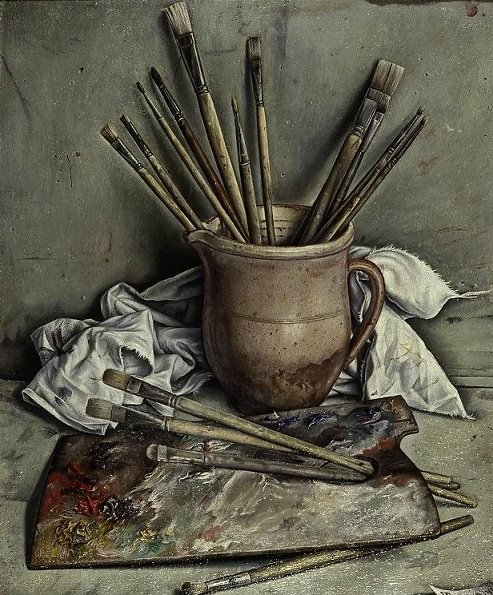
Palette et Pinceaux" Oil on canvas, 1928
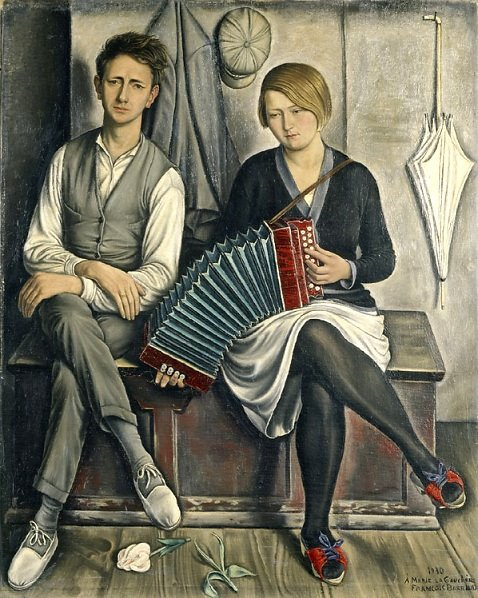
Le Malcontent" Oil on canvas, 1930
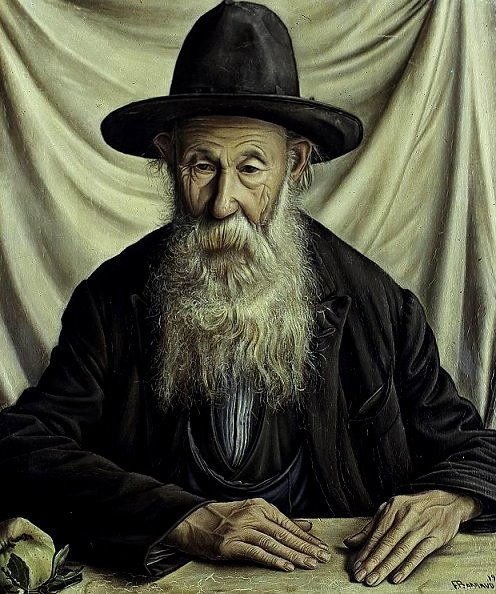
Le Marauder" Oil on canvas, 1931
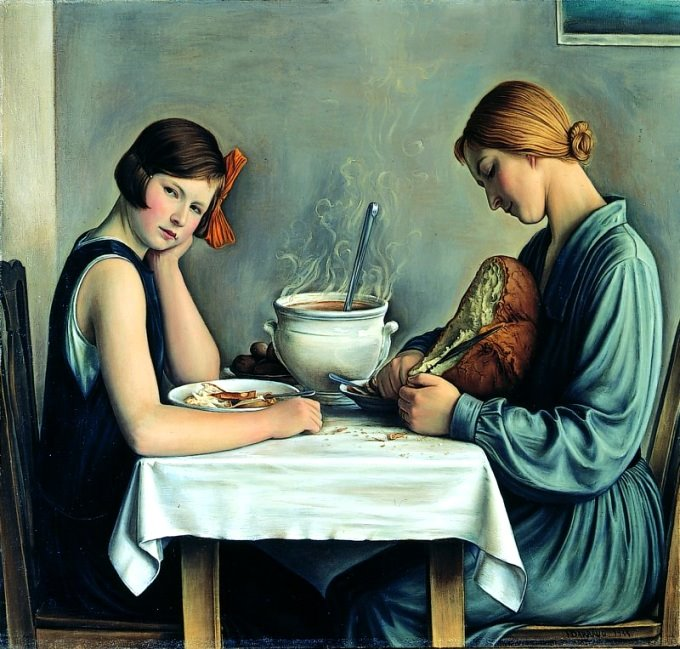
La Tailleuse de Soupe" Oil on canvas, 1933